# کلرویل (ایلینوی)
کلرویل (به انگلیسی: Kellerville) یک منطقهٔ مسکونی در ایالات متحده آمریکا است که در شهرستان آدامز، ایلینوی واقع شده‌است. کلرویل ۲۲۰٫۰۷ متر بالاتر از سطح دریا واقع شده‌است.